# Кабра Трансмонтано (сир)
Кабра Трасмонтано (порт. Queijo de Cabra Transmontano — козячий сир Transmontano) — вид сиру, виготовленого з козячого молока (козячого сиру) з Альто-Трас-ос-Монтес, регіон Норте, Португалія. Він має захищене позначення походження (ЗПП, Protected designation of origin (PDO)) і внесений до списку Ковчег смаку.